# Artémios Matthaiópoulos
Artémios Matthaiópoulos (grec moderne : Αρτέμιος Ματθαιόπουλος), né le 14 mars 1984 à Thessalonique, est un homme politique grec, membre d'Aube Dorée. 

## Biographie
Artémios Matthaiópoulos a étudié à l'Institut éducatif technologique d'Athènes (Τ.Ε.Ι.). Il est également bassiste du groupe Pogrom appartenant à la mouvance du rock anticommuniste, dont le répertoire est réputé pour son racisme et son antisémitisme.
En juin 2012, il devient député au Parlement grec remplaçant le député démissionnaire Nikitas Siois. Aux élections législatives grecques de janvier 2015, il est élu député sur la liste d'Aube dorée dans la circonscription de Serrès.
Le 30 juin 2014, il est placé en détention provisoire pour participation et direction d'une organisation criminelle. Il est libéré sous caution le 8 août 2014.
Il fut le vice-président de l'Alliance pour la paix et la liberté, de novembre 2015 jusqu'en 2017.
Le 14 octobre 2020, il est reconnu coupable d’avoir dirigé une « organisation criminelle » et condamné à 10 ans de prison ferme par la cour pénale d'Athènes.